# Europarlamentari della Slovacchia della VI legislatura
Gli europarlamentari della Slovacchia della VI legislatura, eletti in seguito alle elezioni europee del 2004, sono stati i seguenti.

## Composizione storica
| Europarlamentare        | Lista                                                         | Gruppo |
| ----------------------- | ------------------------------------------------------------- | ------ |
| Peter Baco              | Partito Popolare - Movimento per una Slovacchia Democratica   | NI     |
| Edit Bauer              | Partito della Coalizione Ungherese                            | PPE-DE |
| Irena Belohorská        | Partito Popolare - Movimento per una Slovacchia Democratica   | NI     |
| Árpád Duka-Zólyomi      | Partito della Coalizione Ungherese                            | PPE-DE |
| Monika Flašíková Beňová | Direzione - Socialdemocrazia                                  | PSE    |
| Milan Gaľa              | Unione Democratica e Cristiana Slovacca - Partito Democratico | PPE-DE |
| Ján Hudacký             | Movimento Cristiano-Democratico                               | PPE-DE |
| Miloš Koterec           | Direzione - Socialdemocrazia                                  | PSE    |
| Sergej Kozlík           | Partito Popolare - Movimento per una Slovacchia Democratica   | NI     |
| Vladimír Maňka          | Direzione - Socialdemocrazia                                  | PSE    |
| Miroslav Mikolášik      | Movimento Cristiano-Democratico                               | PPE-DE |
| Zita Pleštinská         | Unione Democratica e Cristiana Slovacca - Partito Democratico | PPE-DE |
| Peter Šťastný           | Unione Democratica e Cristiana Slovacca - Partito Democratico | PPE-DE |
| Anna Záborská           | Movimento Cristiano-Democratico                               | PPE-DE |